# سابینزویل (پنسیلوانیا)
سابینزویل (به انگلیسی: Sabinsville) یک منطقهٔ مسکونی در ایالات متحده آمریکا است که در پنسیلوانیا قرار دارد.